# Stadio Silvio Appiani
Lo stadio "Silvio Appiani" di Padova è un impianto calcistico di Padova situato in zona Prato della Valle. È stato il terreno ufficiale di gioco del Calcio Padova dal 1924 al 1994, anno in cui venne inaugurato il nuovo stadio Euganeo.
Lo stadio "Appiani" ha preso il nome in onore del giocatore del Padova Silvio Appiani, morto sul Carso nel 1915 a 21 anni. Il vecchio impianto era conosciuto come la "fossa dei leoni" per la vicinanza al campo da gioco degli spettatori e per il calore che i tifosi trasmettevano alla squadra.. 
Lo stadio insiste in parte sugli spazi della chiesa della Misericordia ed il suo monastero.

## Storia

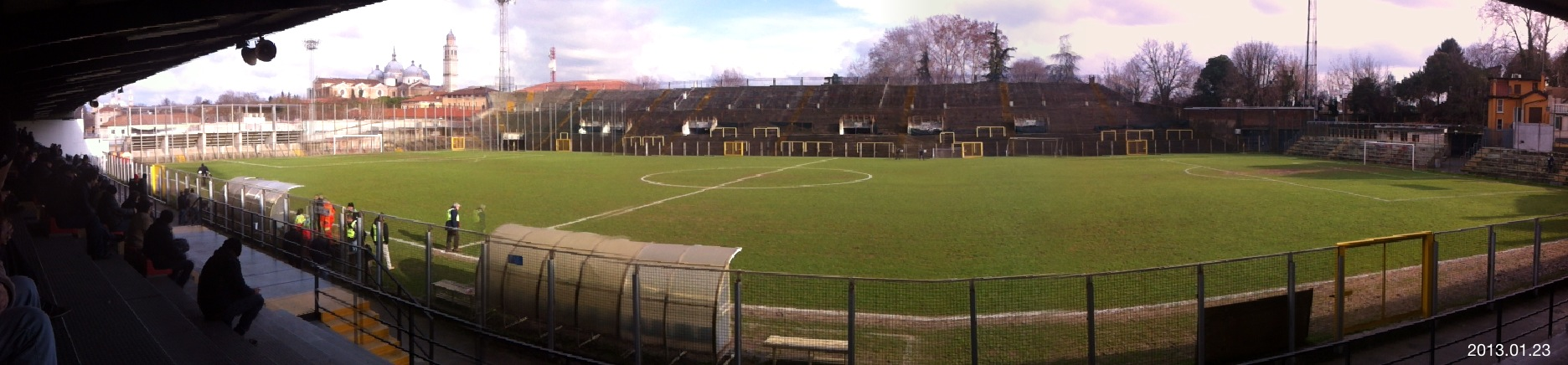
La tribuna ovest dell'Appiani.

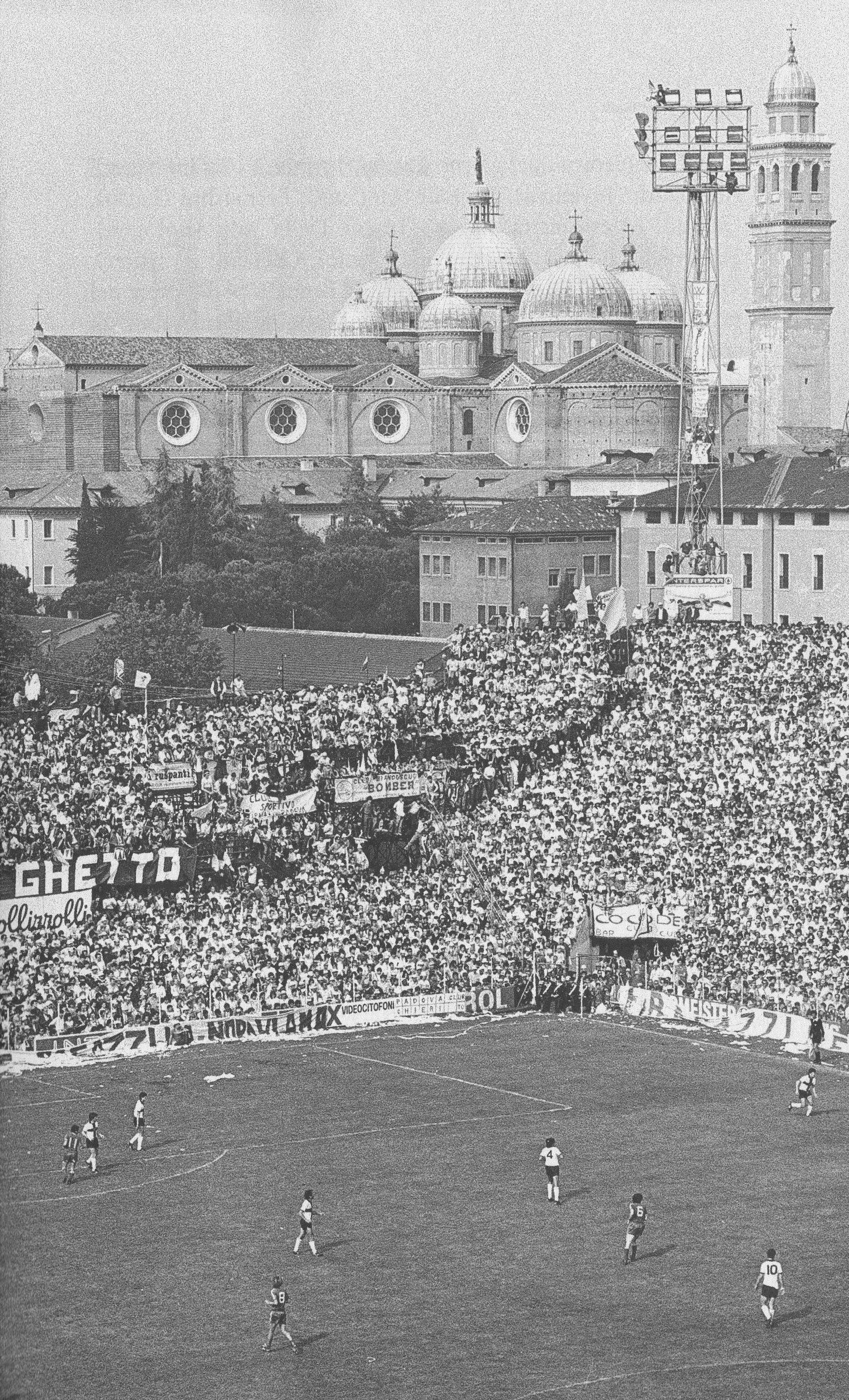
La curva nord dell'Appiani nel 1983.

Nato il 2 agosto del 1921 per volere del consiglio comunale della Città di Padova, venne inaugurato tre anni dopo, precisamente il 19 ottobre 1924, con la partita Padova-Andrea Doria, vinta dai biancoscudati per 6-1.
Nel dicembre 1926, in occasione della partita col Milan, arrivò la prima multa di cinquemila lire inflitta dal Direttorio delle divisioni superiori per il contegno scorrettissimo del pubblico nei confronti dell'arbitro e per l'inerzia dei dirigenti nel frenare le intemperanze del pubblico. Gli stessi tifosi si autotassarono per pagare la multa.
Nello stadio si sono disputate diverse partite storiche del Calcio Padova, come la sfida col Grande Torino (20 febbraio 1949, tre mesi prima dalla sciagura di Superga, partita finita 4-4) e la stagione 1957-1958, con il Padova guidato da Nereo Rocco che si classificò 3º in Serie A, dietro a Juventus e Fiorentina.
Il numero massimo di presenze fu raggiunto nel 1983 in occasione della gara di Coppa Italia Padova-Milan, per un totale di 25.346 spettatori.
Momento importante nella storia dell'impianto fu l'incontro di rugby che il 22 ottobre 1977 oppose una selezione di giocatori del campionato italiano (il "XV del presidente") agli All Blacks neozelandesi.
Tra gli anni settanta e anni ottanta all'Appiani giocò anche la squadra femminile del Gamma 3 Padova.
L'Appiani chiuse ufficialmente il 29 maggio 1994 con la partita Padova-Palermo terminata 0-0. Erano passati 73 anni dall'inaugurazione del campo e il Padova sarebbe stato promosso in Serie A al termine della stagione, dopo uno spareggio con il Cesena.

### L'Appiani dopo la chiusura ufficiale
L'Appiani è utilizzato per le partite delle squadre giovanili del Padova: inoltre negli anni 2000 ha ospitato anche alcune partite di società amatoriali o dilettantistiche, come quelle della Polisportiva San Precario, società nata nel 2007,, alcune finali dei campionati provinciali amatoriali CSI (seconda domenica di maggio) e altre manifestazioni sportive.
Negli ultimi tempi, la società del Calcio Padova ha deciso di farvi allenare in qualche occasione anche la prima squadra.
Il 27 agosto 2012 l'impianto è tornato ad ospitare una partita di un campionato nazionale, il match valevole per il primo turno di Coppa Italia Serie D tra San Paolo Padova e Trissino-Valdagno, terminata 1-2 per il club vicentino. Il 24 marzo 2013 il San Paolo Padova vi ha disputa una seconda partita, questa volta valida per la 32ª giornata del campionato di Serie D contro la Virtus Vecomp Verona. La partita si è conclusa sul risultato di 1-0 per la formazione veronese.

### Recupero architettonico dell'Appiani
Nel 2009 è stato deciso, grazie ad un accordo tra l'Assessore allo Sport del Comune di Padova e gli ex calciatori padovani Gastone Zanon e Humberto Rosa, di ristrutturare l'impianto, demolendo, inizialmente, parte della Tribuna Est (quella più a ridosso del campo) e sostituendola con una collinetta di terra in cui verranno ricostruiti i gradini, a norma di legge. Sul culmine della collinetta verrà allestita una passerella in cui chiunque potrà transitare per ammirare lo stadio. La nuova capienza dello stadio sarà di circa 2.000 posti.
Il 9 febbraio 2015 sono cominciati i lavori di recupero della Tribuna Ovest. Il risultato finale consisterà in una nuova gradinata con oltre 900 posti a sedere, in cui le seggiole saranno colorate di bianco e di rosso, riproducendo il classico scudo crociato biancoscudato. Nella parte alta saranno sistemate delle gigantografie che proporranno foto della storia del Calcio Padova, da Nereo Rocco alla riconquista della Serie A avvenuta a metà degli anni novanta.
Il 22 dicembre 2015 le due ditte finanziatrici della ristrutturazione, Interbrau e Sunglass, hanno simbolicamente consegnato al Comune di Padova lo stadio Appiani dopo il primo stralcio di lavori. Sono state ristrutturate la Curva Sud e la Tribuna Ovest, quella centrale, che ha visto l'installazione di nuovi seggiolini di colore bianco e rosso e l'installazione di 20 grandi pannelli rievocativi della storia dello stadio. Eliminate completamente le barriere tra spalti e campo, sono stati installati dei parapetti in vetro con un piccolo parterre di erba sintetica che separa il terreno di gioco dalla tribuna. È stato previsto anche un secondo stralcio che metta a norma la parte sud della tribuna per arrivare a una capienza di circa 1400 spettatori.
Il 16 marzo 2023, infine, è cominciato l’abbattimento della Tribuna Est.

## Eventi sportivi

### Calcio
Tra Nazionale A, B, Olimpica e Under-21, nello stadio si sono giocate 11 partite degli Azzurri. Le nazionali che ha affrontato l'Italia sono state la Jugoslavia (Nazionale A, Olimpica e Under-21), la Bulgaria con l'Italia B, i Paesi Bassi con l'Olimpica e Croazia, Grecia, Svizzera, URSS, Cecoslovacchia e Portogallo con l'Under-21. La prima partita 
internazionale  si svolse il 4 novembre 1925 e l'ultima il 18 novembre 1993, per un totale di nove vittorie e due pareggi.

#### Incontri della nazionale italiana
Lo stadio Silvio Appiani è stato sede di un incontro amichevole della nazionale di calcio dell'Italia, disputato il 4 novembre 1925 contro la Jugoslavia e terminato con il punteggio di 2-1 in favore degli Azzurri.

#### Incontri della nazionale B italiana
Il 20 marzo 1932 l'Italia B giocò contro la Bulgaria A, vincendo 4-0.

#### Incontri della nazionale olimpica italiana
La Nazionale Olimpica italiana giocò in questo stadio due volte. La prima fu l'8 giugno 1983 contro la Nazionale Olimpica della Jugoslavia, partita che finì 2-2. La seconda fu il 13 aprile 1988 contro i Paesi Bassi. La partita finì 3-0 per l'Italia.

#### Incontri della nazionale Under-21 italiana
La Nazionale Under-21 ha giocato in questo stadio per ben 7 volte. La prima volta fu il 6 gennaio 1943 contro la Croazia, con il risultato di 0-0. La seconda fu il 12 novembre 1981 contro la Grecia, che uscì sconfitta per 1-0. La terza fu contro la Jugoslavia il 22 aprile 1987, partita finita anche questa volta 1-0 per l'Italia. Il 25 ottobre 1989 si giocò la quarta partita contro la Svizzera, con il risultato finale di 1-0 per gli azzurrini. Il 12 giugno 1991 l'Italia affrontò l'URSS Under-21, sempre con una vittoria di misura per 1-0. Il sesto incontro, svoltosi il 25 marzo 1992, vide l'Italia vittoriosa per 2-0 sulla Cecoslovacchia. Infine l'ultima partita si svolse il 18 novembre 1993 contro il Portogallo, sconfitto per 2-1.

#### Incontri della nazionale Under-18 italiana
Il 13 aprile 2016 l'Italia Under-18 giocò contro la Francia Under-18, perdendo 1-2.

#### Altre partite di calcio
Il 3 maggio 1990 si giocò l'amichevole Padova-Uruguay, finita 4-1 per l'Uruguay. Gli allenatori erano Mario Colautti per il Padova e Óscar Washington Tabárez per l'Uruguay. L'arbitro era l'italiano Carlo Sguizzato.
| Arbitro: | Carlo Sguizzato |

|              |           |                                             |
| Daniele Pasa | Marcatori | Santiago Ostolaza José Luis Pintos Saldanha |

Il 3 agosto 1991 si disputò all'Appiani l'amichevole Padova-Real Madrid, finita 0-2 per i blancos. Gli allenatori erano Bruno Mazzia per il Padova e Radomir Antić per il Real Madrid. L'arbitro era l'italiano Della Pietra.
| Arbitro: | Della Pietra |

|  |           |                     |
|  | Marcatori | Hagi 5’ Sanchís 50’ |

### Football americano
Il 6 luglio 1985 vi si giocò il V Superbowl Italiano, vinto dai Doves Bologna sugli Angels Pesaro per 27 a 11.

## Concerti
A seguire, i nomi di alcuni importanti artisti che si esibirono allo Stadio Appiani.
1. Claudio Baglioni (5 maggio 1986)
2. Vasco Rossi (21 giugno 1989)
3. Zucchero Fornaciari (21 luglio 1989)

## Caratteristiche
Inizialmente la capienza era di 9.800 spettatori. Tra il 1929 e 1949 l'Appiani subì alcune modifiche, come la costruzione della curva nord e l'ampliamento della gradinata est, che prese il nome di tribuna est. La capienza raggiunse così i 24.000 posti in piedi. La struttura dell'Appiani assomiglia molto a quella degli stadi inglesi, con le tribune a ridosso del campo da gioco.

## Galleria d'immagini

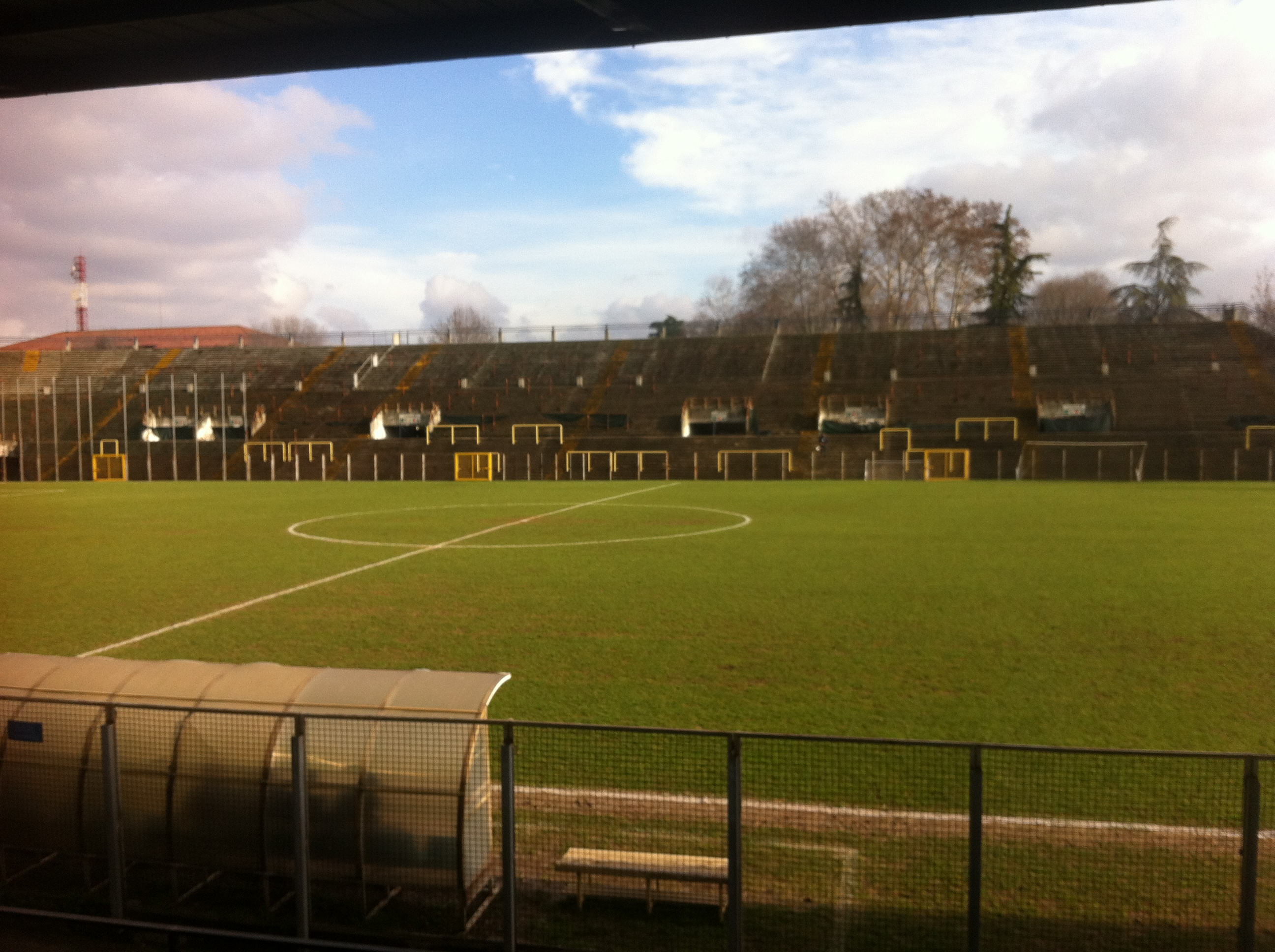
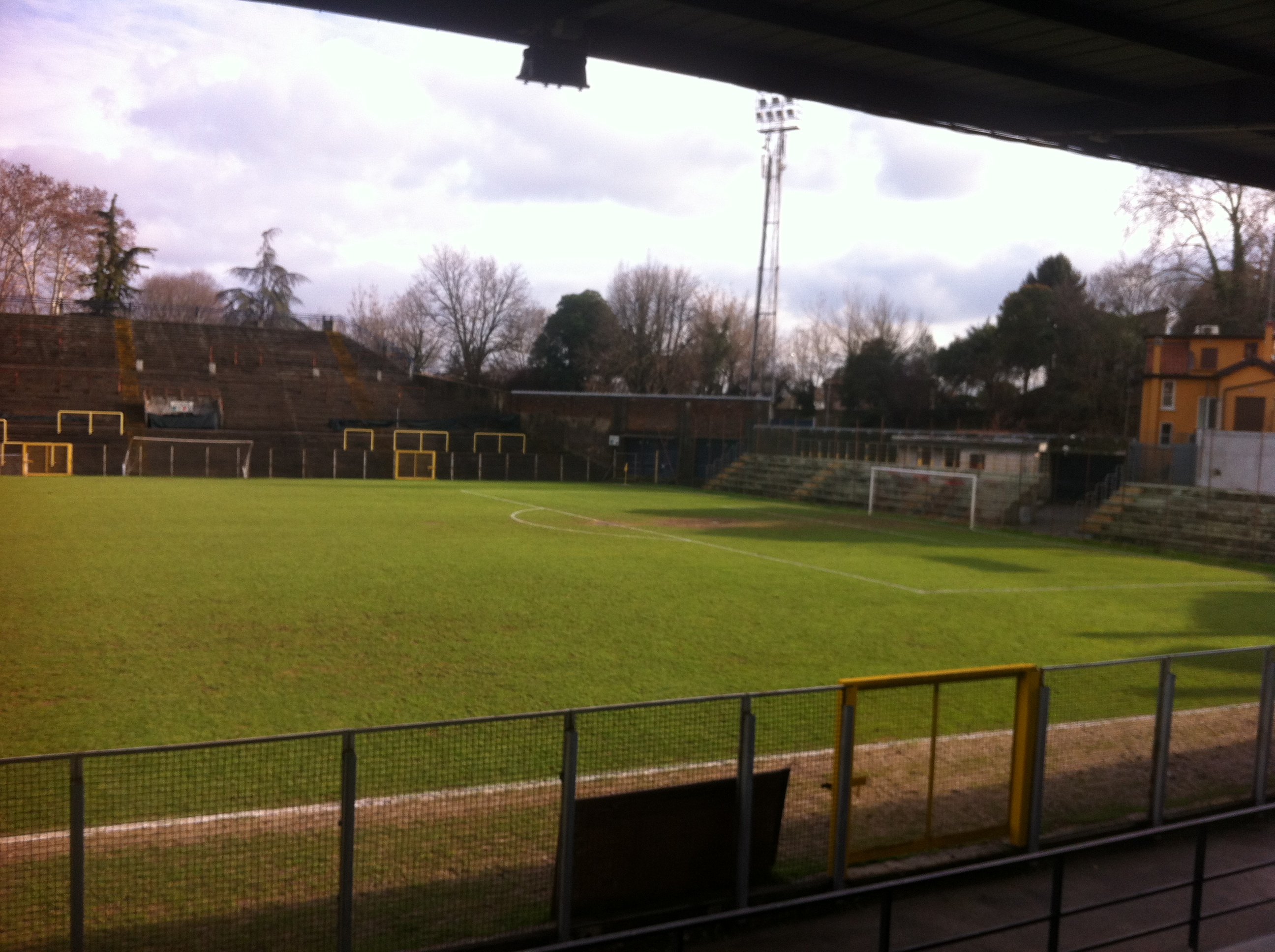
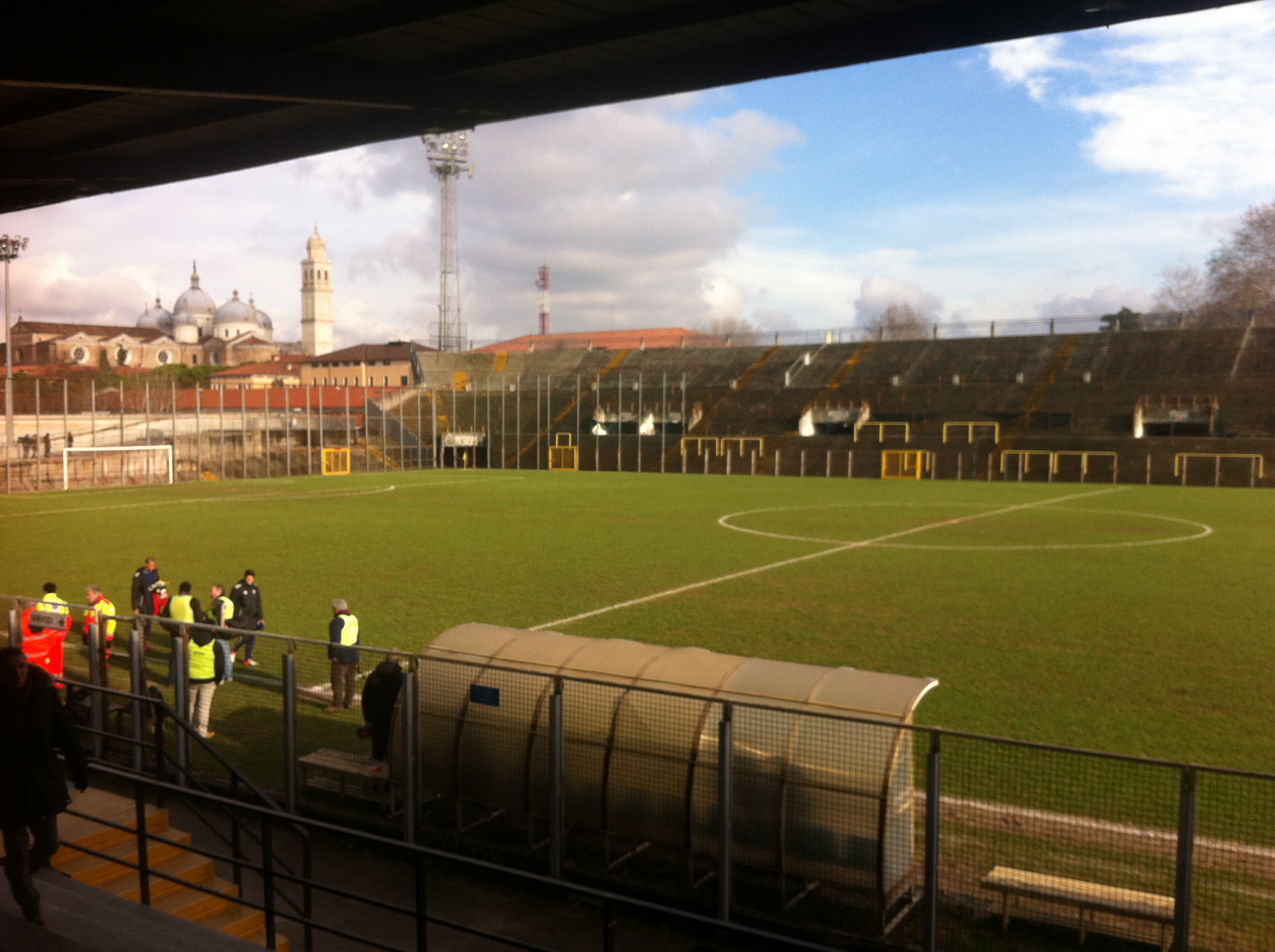
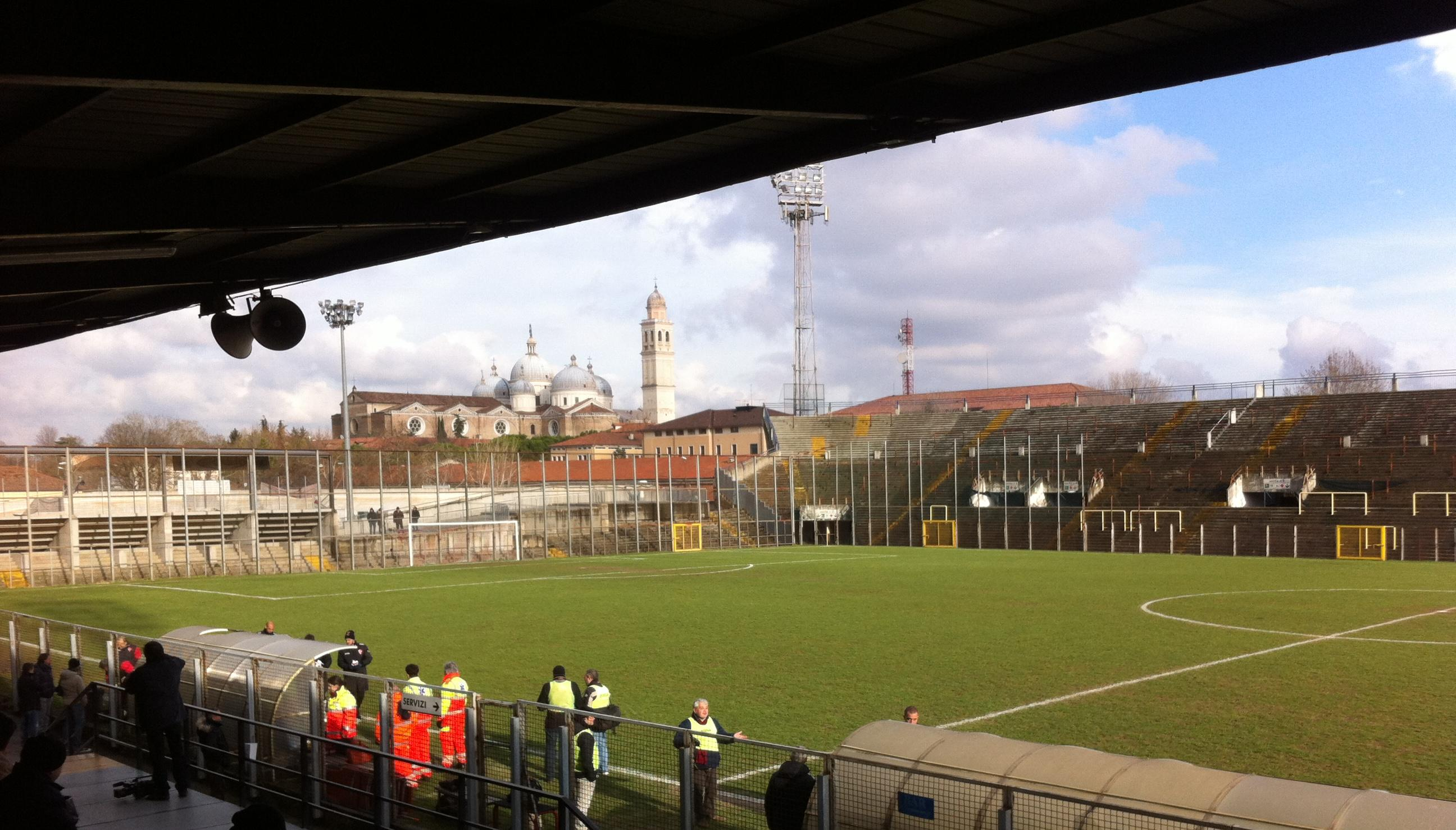
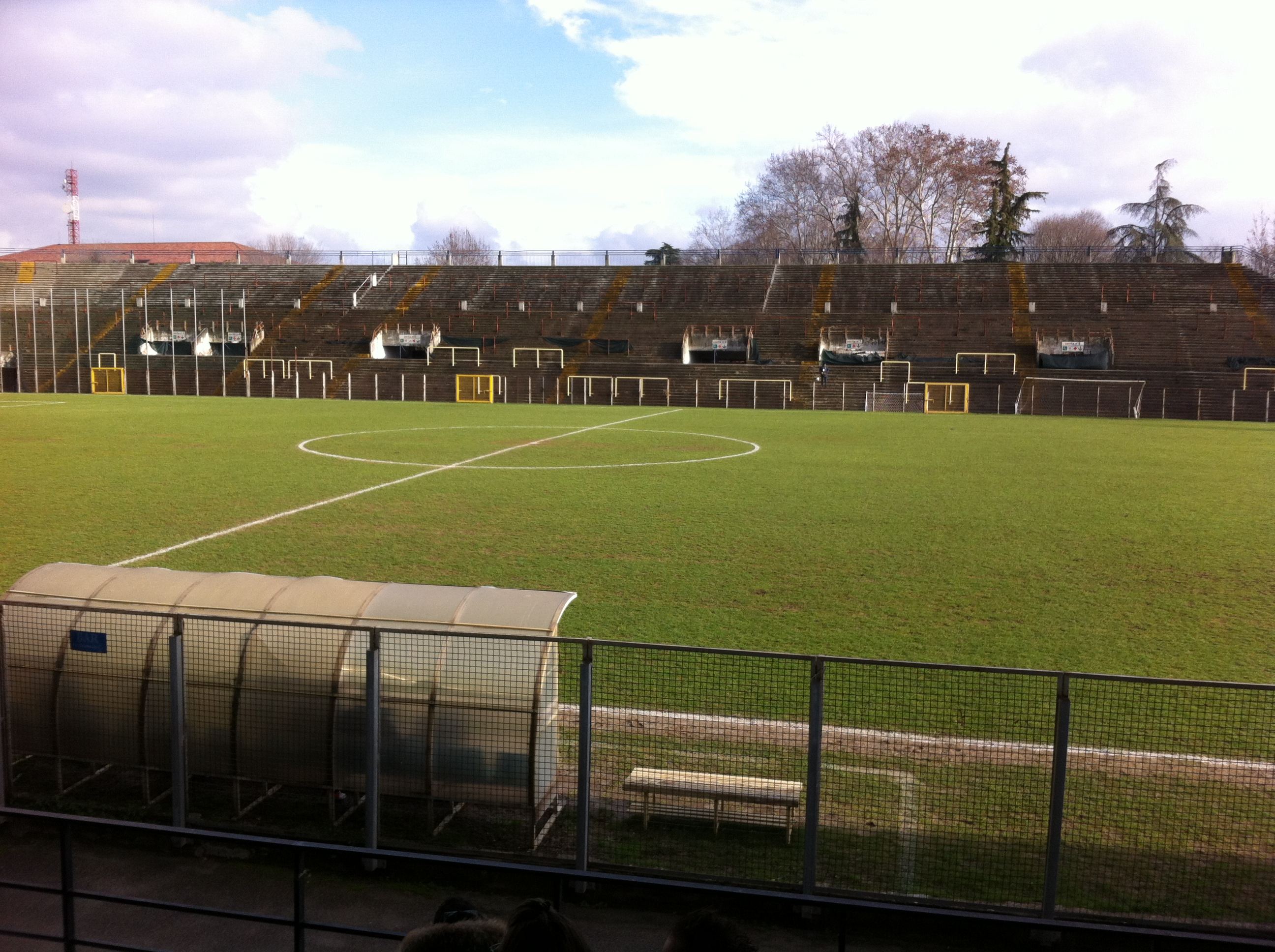
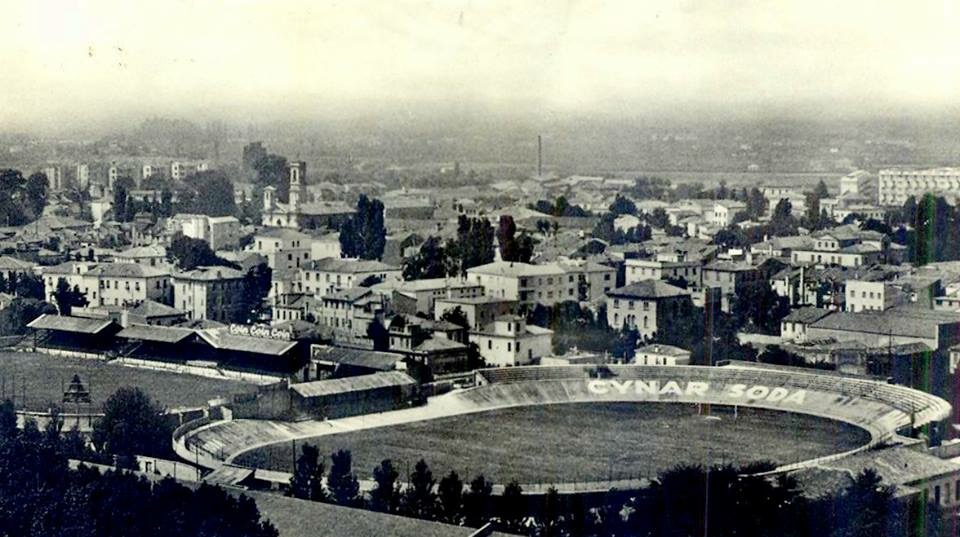
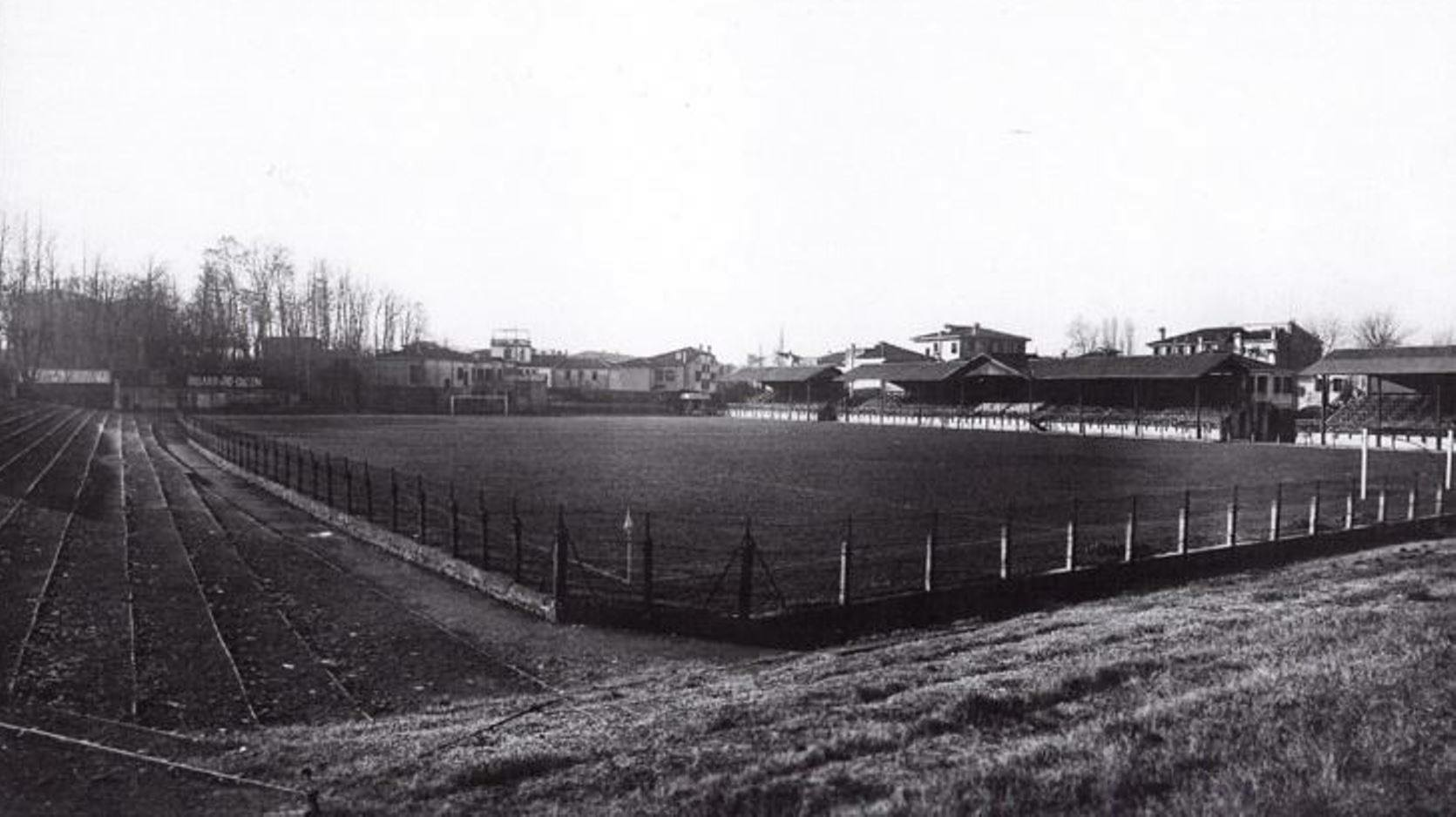
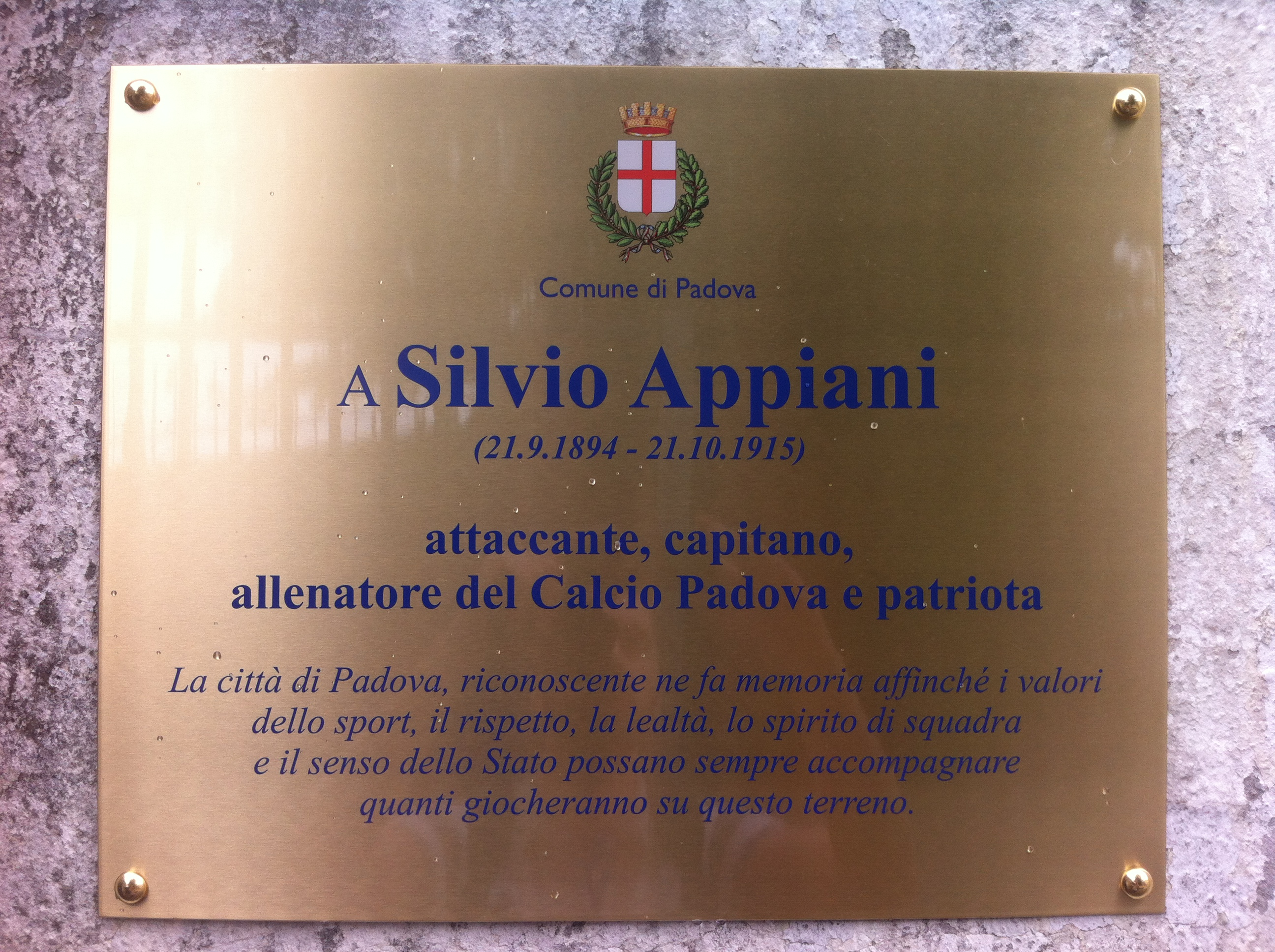